# Campanula ossetica
Campanula ossetica là loài thực vật có hoa trong họ Hoa chuông. Loài này được M.Bieb. mô tả khoa học đầu tiên năm 1819.